# Legacy Tower
The Legacy at Millennium Park is een wolkenkrabber in Chicago, Verenigde Staten. Het gebouw is ontworpen door Solomon, Cordwell, Buenz and Associates en telt 72 verdiepingen. De bouw van het 249,56 meter hoge gebouw begon in 2006. Op 23 augustus 2009 bereikte het gebouw zijn hoogste punt en naar planning werd het gebouw in de lente van 2010 voltooid.
Het project bevat 360 woningen en 460 parkeerplaatsen. Daarnaast bevat het circa 3.809,02 vierkante meter voor de School of the Art Institute of Chicago.